# Daryl Braithwaite
Daryl Braithwaite (* 11. Januar 1949 in Melbourne) ist ein australischer Popmusiker.
In den 1970er Jahren wurde er erst als Sänger der Band Sherbet und dann auch als Solomusiker bekannt. Mit One Summer hatte er 1989 auch einen Hit in Europa.

## Biografie
Daryl Braithwaite wuchs in Melbourne auf, zog aber als Teenager nach Sydney. Er war in verschiedenen Bands, bevor er 1970 Sänger von Sherbet wurde. Er hatte bereits einige kleinere Hits mit der Band, bevor er 1975 mit seiner Coverversion von You’re My World solo einen Nummer-eins-Hit hatte. Danach hatte im selben Jahr auch Sherbet den ersten Spitzenreiter. Bis zur Auflösung der Band lief Braithwaites Karriere zweigleisig und mit Old Sid und der Doppel-Single Love Has No Pride / Fly Away erreichte er zwei weitere Top-10-Platzierungen.
Nach der Trennung zog er sich einige Jahre von der Musik zurück, kehrte aber 1988 als Mitglied der Australian Olympians zurück, die den offiziellen Olympiasong You’re Not Alone für die Sommerspiele in Seoul aufnahmen. Danach veröffentlichte er mit As the Days Go By auch wieder eine erfolgreiche Solosingle. Mit dem Album Edge erreichte er zum Jahresende nur eine Top-20-Platzierung. Daryl Braithwaite nahm 1988 eine Coverversion des Songs I Don’t Remember von Peter Gabriel für sein Studioalbum Edge auf. Seine Coverversion basiert auf dem Schlagzeugschlag von Big Time, einem anderen Song von Gabriel.
Dann wurde aber Anfang 1989 One Summer als dritte Single ausgekoppelt und erreichte die Top 10. Danach stieg auch das Album wieder in den Charts und erreichte im Mai sogar Platz 1. Das Lied fand auch den Weg nach Europa und wurde auch dort ein Hit. In Schweden und Norwegen kam One Summer sogar in die Top 5 der Charts. Auch das Album stieg in beiden Ländern in die Charts ein.
Bereits im Jahr darauf folgte das Album Rise, das in Australien auf Platz 3 kam. Der Song The Horses wurde seine zweite Single-Nummer-eins. Das Lied war wieder eine Coverversion, das Original von Rickie Lee Jones war Bestandteil des Films Jerry Maguire. Die Nachfolgesingle Higher Than Hope war 1991 sein einziger Hit in den US-Charts und erreichte Platz 47. Es folgte das Coveralbum Taste the Salt und das Best-of-Album Six Moons, dann folgte wieder eine lange Auszeit. Er gab zwar weiter solo und mit alten Bandkollegen von Sherbet Konzerte, aber es gab keine weiteren Veröffentlichungen mehr.
Erst 2005 folgte mit Snapshot ein weiteres Studioalbum, aber erst Forever the Tourist brachte ihm 2013 eine weitere Top-50-Platzierung. 2017 wurde er in die ARIA Hall of Fame aufgenommen.

## Diskografie

### Alben
| Jahr | Titel                                                | Höchstplatzierung, Gesamtwochen, AuszeichnungChartsChartplatzierungen (Jahr, Titel, Platzierungen, Wochen, Auszeichnungen, Anmerkungen) | Anmerkungen                             |
| Jahr | Titel                                                | AU | Anmerkungen                             |
| ---- | ---------------------------------------------------- | --- | --------------------------------------- |
| 1988 | Edge                                                 | AU1 ×4Vierfachplatin · (45 Wo.)AU | Erstveröffentlichung: 1. November 1988  |
| 1990 | Rise                                                 | AU3 ×4Vierfachplatin · (51 Wo.)AU | Erstveröffentlichung: 23. November 1990 |
| 1993 | Taste the Salt                                       | AU13 (6 Wo.)AU | Erstveröffentlichung: 7. November 1993  |
| 1994 | Six Moons – The Best of 1988–1994                    | AU31 (5 Wo.)AU |                                         |
| 2013 | Forever the Tourist                                  | AU47 (1 Wo.)AU | Erstveröffentlichung: 4. Oktober 2013   |
| 2017 | Days Go By – The Definitive Greatest Hits Collection | AU5 (9 Wo.)AU | Erstveröffentlichung: 1. Dezember 2017  |

Weitere Alben
- Daryl Braithwaite … Best Of (1978)
- Out on the Fringe (1979)
- Higher Than Hope (Kompilation, nur USA und Europa, 1991)
- Snapshot (2005)
- The Lemon Tree (2008)

### Singles
| Jahr | Titel Album                       | Höchstplatzierung, Gesamtwochen, AuszeichnungChartplatzierungen (Jahr, Titel, Album, Platzierungen, Wochen, Auszeichnungen, Anmerkungen) | Höchstplatzierung, Gesamtwochen, AuszeichnungChartplatzierungen (Jahr, Titel, Album, Platzierungen, Wochen, Auszeichnungen, Anmerkungen) | Anmerkungen                            |
| Jahr | Titel Album                       | AU | US | Anmerkungen                            |
| ---- | --------------------------------- | --- | --- | -------------------------------------- |
| 1988 | As the Days Go By Edge            | AU11 (15 Wo.)AU | — | Erstveröffentlichung: 22. August 1988  |
| 1988 | All I Do Edge                     | AU23 (9 Wo.)AU | — | Erstveröffentlichung: 31. Oktober 1988 |
| 1989 | One Summer Edge                   | AU8 Gold · (17 Wo.)AU | — | Erstveröffentlichung: 1. Februar 1989  |
| 1989 | Let Me Be Edge                    | AU26 (8 Wo.)AU | — | Erstveröffentlichung: 1. Mai 1989      |
| 1990 | Rise                              | AU23 (9 Wo.)AU | — | Erstveröffentlichung: 4. November 1990 |
| 1991 | The Horses Rise                   | AU1 ×10Zehnfachplatin · (23 Wo.)AU | — | Erstveröffentlichung: 28. Januar 1991  |
| 1991 | Higher Than Hope Rise             | AU28 (9 Wo.)AU | US47 (10 Wo.)US | Erstveröffentlichung: 1. Juli 1991     |
| 1993 | The World as It Is Taste the Salt | AU35 (4 Wo.)AU | — | Erstveröffentlichung: 11. Oktober 1993 |
| 2020 | Love Songs –                      | AU43 Gold · (1 Wo.)AU | — | Erstveröffentlichung: 5. Juni 2020     |

Weitere Singles
- You’re My World (1974)
- Cavalry (1975)
- Old Sid (1976)
- Love Has No Pride / Fly Away (1977)
- Afterglow (Of Your Love) (1977)
- If You Walked Away (1978)
- Why Do I Break It Up? (1979)
- Love like a Child (1979)
- Sugar Train (1989)
- Don’t Hold Back Your Love (1991)
- Nothing to Lose (1992)
- Barren Ground (1994)
- How Can I Be Sure? (1994)

## Auszeichnungen für Musikverkäufe
| Platin-Schallplatte - Neuseeland - 2022: für die Single The Horses |

Anmerkung: Auszeichnungen in Ländern aus den Charttabellen bzw. Chartboxen sind in ebendiesen zu finden.
| Land/RegionAuszeichnungen für Musikverkäufe (Land/Region, Auszeichnungen, Verkäufe, Quellen) | Gold     | Platin       | Verkäufe  | Quellen          |
| -------------------------------------------------------------------------------------------- | -------- | ------------ | --------- | ---------------- |
| Australien (ARIA)                                                                            | 2× Gold2 | 18× Platin18 | 1.330.000 | aria.com.au AU2  |
| Neuseeland (RMNZ)                                                                            | —        | Platin1      | 30.000    | radioscope.co.nz |
| Insgesamt                                                                                    | 2× Gold2 | 19× Platin19 |           |                  |